# Vlag van Amelander Grieën

Vlag van Amelander Grieën
(1990-1994)

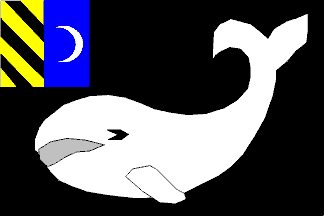
Afgewezen vlagontwerp

De vlag van Amelander Grieën werd op 14 juni 1990, per Besluit van Volmachten, aan het Friese waterschap toegekend. Het waterschap Amelander Grieën lag volledig op het waddeneiland Ameland. In 1994 is het waterschap gefuseerd met andere Friese waterschappen tot het Wetterskip Fryslân.

## Beschrijving en verklaring
De beschrijving van de vlag is als volgt:
blauw met een witte walvis, rood spuitend en zwemmende in de richting van de hijs, de staart omhooggeslagen; een gele hijs van 1/5 vlaglengte doorsneden door drie zwarte schuinbalken.
De roodspuitende walvis is geselecteerd als het belangrijkste motief in de vlag, en is geplaatst op het oorspronkelijke blauwe veld dat in het wapen is aangegeven. Een gedeelte van het wapen van Ameland is geselecteerd voor aan de hijszijde. De walvis staat voor de walvisvaart die in vroeger eeuwen heel belangrijk was voor Ameland; de rode fontein geeft aan dat de walvis gewond was. De vlag is gebaseerd op het wapen van deze waterschap.

## Eerdere ontwerp
Een zwarte vlag met een witte walvis, met in het kanton het wapen van Ameland, werd voorgesteld, maar niet geaccepteerd.

## Verwante symbolen

Wapen van Amelander Grieën
Vlag van Ameland

Aa en Maas · Amstel, Gooi en Vecht · Brabantse Delta · Delfland · De Dommel · Drents Overijsselse Delta · Fryslân · Hollands Noorderkwartier · Hollandse Delta · Hunze en Aa's · Limburg · Noorderzijlvest · Rijn en IJssel · Rijnland · Rivierenland · Scheldestromen · Schieland en de Krimpenerwaard · De Stichtse Rijnlanden · Vallei en Veluwe · Vechtstromen · Zuiderzeeland
Voormalige waterschappen: 
De Aa · De Aarlanden · Alblasserwaard en de Vijfheerenlanden · De Alm · Amelander Grieën · Amstel- en Gooiland · Amstelland · Boarn en Klif · De Bovenvecht · Drentse Aa · Duurswold · Eemszijlvest · Goeree-Overflakkee · Gouwelanden · Groot Maas en Waal · Groot-Haarlemmermeer · Groot-Waterschap van Woerden · Groote Waard · Haarlemmermeerpolder · Hulster Ambacht · IJsselmonde · Krimpenerwaard · Land van Heusden en Altena · Het Lange Rond · Lauwerswâlden · Leidse Rijn · Linge · De Maaskant · Het Maasterras · Mark en Dintel · Marne-Middelsee · Meer en Woude · De Middelsékrite · De Nederwaard · Noord-Beveland · Noord- en Zuid-Beveland · Noord-Limburg · Noord-Veluwe · Noordhollands Noorderkwartier · Noordoostpolder · Noordwoude · Oldambt · Oude IJssel · De Overwaard · De Proosdijlanden · Purmer · Regge en Dinkel · De Runde · Salland · Schermer · Schieland · De Schipbeek · Schouwen-Duiveland · Sevenwolden · De Stellingwerven · Tholen · Tusken Waed en Ie · Uitwaterende Sluizen in Kennemerland en West-Friesland · De Vechtlanden · De Vier Noorder Koggen · Het Vrije van Sluis · De Waadkant · Walcheren · Waterland · De Waterlanden · Westergo's IJsselmeerdijken · Westerkwartier · Westfriesland · Wilck en Wiericke · Wilhelminapolder · Zuiveringschap Limburg